# Economie informațională
Economia informațională este un termen general care se referă la o economie cu un sector semnificativ de activități și industrii bazate pe informație.